# Matthäus Haid
Matthäus Franz Haid (* 28. Februar 1853 in Speyer; † 5. November 1919 ebenda) war ein deutscher Geodät und Geophysiker.
Haid war der Sohn eines Bankiers in Speyer. Er studierte ab 1870 an der Bau- und Gewerbeakademie in Berlin, am Polytechnikum in Aachen und am Polytechnikum in München und war nach dem Staatsexamen 1874 zunächst im bayerischen Staatsdienst. 1877 wurde er Assistent von Karl Maximilian von Bauernfeind in München, wurde in Jena promoviert und habilitierte sich 1880 bei Bauernfeind in München. Dissertation und Habilitation waren über die Genauigkeit des bayerischen Präzisionsnivellements. 1882 wurde er außerordentlicher Professor für praktische Geometrie und höhere Geodäsie am Polytechnikum in Karlsruhe als Nachfolger von Wilhelm Jordan. 1884 wurde er ordentlicher Professor und 1917 wurde er emeritiert. 1894/95 und 1901/02 war er Rektor der Technischen Hochschule Karlsruhe. Einen Ruf 1890 Nachfolger seines Lehrers Bauernfeind in München zu werden lehnte er ab.
Er war auch Vorstand des topographischen Büros von Baden und Mitglied der badischen Oberdirektion für Wasser- und Straßenwesen sowie Mitglied der badischen Normeichungskommission und Vertreter Badens bei der internationalen Erdmessungs-Kommission. Neben Geodäsie befasste er sich mit Geophysik, speziell Seismik und Schweremessungen. Für die Schweremessungen entwickelte er einen eigenen Pendel-Apparat und er führte relative Schweremessungen zwischen verschiedenen Beobachtungsstationen im Auftrag der Erdmessungs-Kommission aus. 1903 wurde er Leiter der Erdbebenkommission des Naturwissenschaftlichen Vereins Karlsruhe und richtete für diesen zwei Stationen in Durlach und Freiburg ein. 1888/89 führte er Tiefenmessungen im Bodensee durch.
1896 wurde er Mitglied der Leopoldina.